# Tricholaema lacrymosa
El barbudo lacrimoso (Tricholaema lacrymosa) es una especie de ave en la familia Lybiidae.
Se la encuentra en Burundi, República Democrática del Congo, Kenia, Ruanda, Sudán, Tanzania, Uganda, y Zambia.